# خوان كارلوس ليفا
خوان كارلوس ليفا (بالإسبانية: Juan Carlos Leiva)‏ هو لاعب كرة قدم أوروغواياني في مركز حراسة المرمى، ولد في 22 مايو 1933. لعب مع رامبلا جونيورز.

## وصلات خارجية
- خوان كارلوس ليفا على موقع ناشيونال فوتبول تيمز (الإنجليزية)